# Hafjell
Hafjell – norweska miejscowość oraz ośrodek narciarski położone na południu kraju w pobliżu Lillehammer, w okręgu Oppland, w Górach Skandynawskich. Leży na wysokości od 200 do 1030 m n.p.m.
W 1994 r. rozegrano tu slalom i slalom gigant w ramach Zimowych Igrzysk Olimpijskich w 1994 r. odbywających się w pobliskim Lillehammer. Pozostałe konkurencje rozegrano w Kvitfjell.